# Сперанский, Александр Николаевич
Алекса́ндр Никола́евич Спера́нский (21 ноября 1891, Ростов Ярославской губернии — 9 января 1943, Москва) — советский историк, кандидат исторических наук (1935), профессор Московского историко-архивного института (1937).

## Биография
Александр Николаевич Сперанский родился 21 ноября 1891 года в городе Ростов Ярославской губернии в семье священника. В 1906 году окончил ростовское духовное училище, в 1910 году — 4 класса ярославской духовной семинарии.
В 1910 году поступил и в 1914 году окончил историко-филологический факультет Варшавского университета. По окончании университета работал над кандидатским сочинением на тему «Русское общество в конце XVII века» в Москве в Педагогическом институте им. П. Г. Шелапутина (позднее — Академия коммунистического воспитания имени Н. К. Крупской).
В 1916 году окончил Педагогический институт со званием учителя средних учебных заведений с правом преподавания русской и всеобщей истории и был призван в армию. Учился на курсах по подготовке офицеров при Александровском военном училище, после чего служил прапорщиком в запасных пехотных и артиллерийских частях. До января 1918 года служил во 2-й Заамурской артиллерийской бригаде.
После демобилизации с 1918 по 1920 год работал преподавателем средних учебных заведений в городе Могилёве-Подольском. В 1919—1921 годах был также заведующим местного отдела народного образования.
В 1921 году уехал в Киев. Там был назначен инструктором библиотечной секции губернского отдела народного образования, вёл работу при Киевском университете в качестве профессорского стипендиата для подготовки к профессорскому званию по кафедре русской истории. Одновременно с этим зачислен сотрудником Киевского археологического института по этнографическому отделу.
В 1921 году уехал в Москву для работы в московских архивах. С 1922 по 1926 год работал в Москве заведующим культурно-просветительным подотделом и инструктором-кооператором Транспортной секции Центрального управления снабжения работников транспорта (позднее — Секции транспортной потребительской кооперации), читал лекции по истории кооперации на курсах Высшей школы профдвижения при ЦК Союза железнодорожников.
С 1926 года учился в аспирантуре при Российской ассоциации научных институтов общественных наук (РАНИОН). Готовил материалы для диссертации на тему «Очерки по истории Приказа каменных дел Московского государства».
С 1929 по 1931 год работал научным сотрудником библиографического отдела Международного аграрного института в Москве, с 1931 по 1934 год — учёным секретарём и заведующим сектором Всесоюзной ассоциации сельскохозяйственной библиографии, с 1933 по 1934 год по совместительству работал учёным секретарём Секции истории агрикультуры в Институте истории науки и техники АН СССР.
С 1934 года числился научным сотрудником Московской группы Историко-археографического института АН СССР, с 1936 года — учёным специалистом Археографического сектора Института истории АН СССР.
Александр Николаевич Сперанский работал также преподавателем: вёл семинар на Этнологическом факультете I-го МГУ (1928—1929), читал лекции по дипломатике на историко-филологическом отделении МГУ (1930—1931). В 1934 году работал преподавателем Московского историко-архивного института. Вёл семинары по палеографии, дипломатике, читал лекции по истории государственных учреждений, был организатором кафедры вспомогательных исторических дисциплин. В 1937 году стал зав. кафедрой, получил звание профессора института.
С 1935 года вёл семинары по вспомогательным историческим дисциплинам в Институте красной профессуры, с 1939 года — в Московском областном педагогическом институте им. Н. К. Крупской (ныне Московский государственный областной университет). Научную степень кандидата исторических наук получил в 1935 году.
Александр Николаевич Сперанский скончался в Москве 9 января 1943 года. Похоронен с женой, Сперанской Ксенией Ивановной, урождённой Черногаловой (1896—1938) на Новодевичьем кладбище Москвы.

## Труды
Круг интересов А. Сперанского, как историка, был широк. Он интересовался палеографией и дипломатикой, торговлей, историей учреждений и политических партий дореволюционной России. В научных исследованиях А. Н. Сперанский использовал исторические источники, находящиеся в архивах бывшего Министерства иностранных дел, Министерства юстиции, изучал писцовые и переписные книги, архивные документы по истории Московского государства XVII века. Им были материалы «Торговля Устюжны Железопольской в первой половине XVII века», «Таможенные книги как исторический источник», "Дипломатический анализ жалованных грамот «в кормления», «Программы политических партий в России», «Исторические науки в Московском университете до Октябрьской революции» и др.
В 1930 году была издана монография учёного «Очерки по истории Приказа каменных дел Московского государства». До войны он задумал написать монографию «Очерки социально-экономической истории городов Московского государства и его колоний во второй половине XVII в.», однако планам не суждено было осуществиться. Незаконченной осталась и работа «К вопросу о ремесленном и наёмном труде в Московском государстве XVII века».